# L'Enfant zoovage

L'Enfant zoovage, album de Hugot, paru en 1997, met en scène le personnage Pfelelep.
Enfant Zoovage vivant dans un zoo, devant sa cage trône le panneau suivant :
« Le Pfelelep. Enfant Zoovage (Enfant sauvage de zoo). Trouvé par l'acquéreur du zoo, alors à l'abandon. A été élevé par tous les animaux du zoo. Parle l'animaux mais comprend l'humain »
« Pfelelep » est aussi le seul mot qu'il arrive à prononcer.
Agent secret employé par Madame Vergonde, femme-espionne forte en gueule, celle-ci lui promet des récompenses en nature en échange de ses missions dans le monde machiavélique des humains.
Doté d'une libido inexhaustible et sachant parler le langage des animaux jusqu'à l'argot, Pfelelep est amené à résoudre des énigmes policières et farfelues, quand il ne disserte pas sur le sens de la vie avec les autres animaux du zoo.